# Doug Holden
Doug Holden (Manchester, 28 settembre 1930 – 7 aprile 2021) è stato un calciatore inglese, di ruolo centrocampista.

## Carriera

### Club
Ha sempre giocato nel campionato inglese.

### Nazionale
Ha collezionato 5 presenze con la maglia della nazionale inglese.

## Palmarès

### Club

#### Competizioni nazionali
- Coppa d'Inghilterra: 1

Bolton: 1957-1958
- Community Shield: 1

Bolton: 1958